# 清水美怜
清水 美怜（しみず みれい、2011年〈平成23年〉3月18日 - ）は、日本の子役。
身長137cm。NEWSエンターテインメント所属。かつてはクラージュ・キッズに所属していた。
趣味・特技はクレシックバレエ、書道。

## 出演作品

### テレビドラマ
- ウルトラマンジード（2017年、テレビ東京） - 伊賀栗マユ 役[2]
- 連続テレビ小説
  - まんぷく
  - おちょやん
  - カムカムエヴリバディ（2022年、NHK） - 野田一恵（幼少期） 役
  - 舞いあがれ！（2023年、NHK）

### WEBドラマ
- チェイス 第2章（2018年、Amazonプライム・ビデオ） - 相沢麻衣（幼少期） 役

### 映画
- 凜-りん-（2019年、KATSU-do）
- 闇の歯車（2019年、東映ビデオ）

### CM
- 大阪ガス110周年篇
- 日本公文教育研究会 はじめどころ篇・やっぱりKUMON篇
- 日光ホーム
- 信和建設 土地活用篇

### スチール
- 靴のヒラキ カタログ
- 近畿日本鉄道 スーパーパスポート「まわりゃんせ」
- 関西ファミリーウォーカー2016秋号
- ひかりのくに 進級祝いカタログ表紙
- るるぶ こどもとおでかけ関西’18表紙

### WEB
- 積水ハウス 住まいの参観日篇
- 近畿日本鉄道 スーパーパスポート「まわりゃんせ」
- BLACKFOX:Age of the Ninja（2019年10月5日）

### VP
- 万博誘致フォーラム「大阪・関西人の人々のウェルカム」

### イベント
- 結婚披露宴メモリプレイ（新婦）